# Edvin Nilsson
Edvin "Sarek" Nilsson, född den 20 oktober 1928, död den 27 oktober 2018 i Ljusne distrikt, var en svensk vildmarkskännare och naturfotograf. Under en period var han tillsynsman i nationalparken Sarek.
Nilsson föddes i Malmberget och var under många år bosatt i Jokkmokk i mellersta Lappland, Norrbottens län, men bodde senare (2016) i Ljusne. Han har två barn, Sture Nilsson f.- 60 och Mariann Mannberg f.-63. Han började 1954 arbeta som tillsynsman åt Domänverket i Pärlälvens revir, där hans huvudsakliga sysselsättning blev Sareks nationalpark. Han lämnade arbetet som tillsynsman 1970 och blev sedermera känd som naturfotograf och författare till ett stort antal böcker om vildmark, djur och natur.
Boken Muddus: den gamla skogen tilldelades utmärkelsen Årets Pandabok 1977.
I maj 2009 tilldelades Nilsson 2008 års naturvårdspris av Naturskyddsföreningen i Norrbotten, med motiveringen: ”2008 års naturvårdspris har Naturskyddsföreningen i Norrbottens län tilldelat Edvin Nilsson. Hans verksamhet har betytt mycket som inspirations- och kunskapskälla vad gäller naturvård i allmänhet och fjäll i synnerhet. Nilsson kan presenteras som parkvakt, naturfotograf, och författare från Jokkmokk, född 1928. Han är för den stora allmänheten mest känd som Edvin ”Sarek” Nilsson, vilket påminner dels om hans arbete som parkvakt sedan 1954 i nationalparken, dels om hans genombrottsbok Sarek: Vandringar i vår sista vildmark från 1970. Den boken är en skildring inte bara av nationalparken utan även av ”de fyra stora” - björn, varg, lo, och järv. Samtidigt är detta en predikan om Naturen och dess okränkbarhet. Andra böcker där han uppträder som författare och/eller fotograf är De vilda djurens Sarek, och Muddus: Den gamla skogen, vidare Det blommande fjället och Nordisk fjällflora. Han är även känd som naturfilmare, till exempel I sångsvanens land, samt som föreläsare.”
Den 5 maj 2016 visade SVT dokumentären Parkvakten i Sarek om Edvin Nilssons liv.